# ماريا بيبيانا بينيتيز
ماريا بيبيانا بينيتيز (بالإنجليزية: María Bibiana Benítez)‏ (10 ديسمبر 1783 في الولايات المتحدة - 18 أبريل 1873، سان خوان في الولايات المتحدة)؛ كاتِبة وشاعرة أمريكية.